# Das Messer am Ufer
Das Messer am Ufer (Originaltitel: River’s Edge) ist ein US-amerikanisches Filmdrama aus dem Jahr 1986. Regie führte Tim Hunter, das Drehbuch schrieb Neal Jimenez.

## Handlung
Als der jugendliche Tim in Nordkalifornien die Puppe seiner Schwester in einen Fluss wirft, sieht er auf der anderen Seite einen Teenager, John, rauchend, neben der nackten Leiche seiner Freundin Jamie. Kurz darauf spielt Tim in einem Supermarkt ein Arcade-Spiel und sieht, wie John der Verkauf von Bier verweigert wird. Während John mit der Kassiererin streitet, stiehlt Tim zwei Dosen Bier. John verlässt den Laden und als er sein Auto starten will, bemerkt er, dass Tim die Bierdosen auf seinem Vordersitz abgestellt hat. Tim begleitet John auf einem Ausflug zu Feck, um Cannabis zu kaufen. Tim kehrt nach Hause zurück, wo sein älterer Bruder Matt und seine Mutter nach der Puppe suchen. Matts Freund Layne trifft ein und die beiden fahren los, um Feck, einen neurotischen Ex-Biker und Drogendealer, wegen Marihuana zu treffen. Unterwegs erzählt Layne von einer Party vom Vorabend, bei der John und Jamie sich gestritten haben.
In der Schule rauchen Layne und Matt mit ihren Freundinnen Clarissa, Maggie und Tony. Matt spricht davon, nach Portland fliehen zu wollen, was Clarissa jedoch zurückweist. John kommt und sagt, er habe Jamie getötet. Clarissa und Maggie gehen zum Unterricht, weil sie denken, dass er einen Scherz macht. John bringt Layne und Matt zu Jamies Leiche; Matt ist verstört, während Layne sich darauf konzentriert, das Verbrechen zu vertuschen.
Die Gruppe geht zu Jamies Leiche und wird von Laynes älterem Bruder Mike in seinem Lastwagen dorthin gefahren. Später ruft Clarissa Matt an, aber er zögert, mit ihr zu sprechen. Währenddessen kehrt Layne zum Tatort zurück und stößt Jamies Leiche in den Fluss. Nachdem sie Polizeiautos in der Nähe von Johns Haus bemerkt haben, fahren sie zu Fecks Haus, wo John sich versteckt. Matt weist die Polizei zum Fluss, wo sie Jamies Leiche finden. Die Polizei verhört ihn und droht, ihn im Nachhinein wegen Beihilfe zur Tat anzuklagen. Matt kehrt nach Hause zurück und streitet mit seiner Mutter und ihrem Freund. Als er sieht, dass Tim den Grabstein ihrer Schwester für ihre verlorene Puppe unkenntlich gemacht hat, schlägt Matt Tim ins Gesicht. Tim geht zum Haus seines Freundes Moko und sie gehen zu Feck, um eine Waffe zu holen.
Mitten in der Nacht fahren Layne, Clarissa und Matt zu Tonys Haus, doch Tonys Vater verjagt sie mit einer Schrotflinte. Layne streitet mit Clarissa und wirft sie aus seinem Auto. Matt steigt aus und geht mit ihr. Sie halten an einem Supermarkt und treffen dort auf John und Feck. Tim und Moko brechen auf der Suche nach einer Waffe in Fecks Haus ein, finden aber stattdessen sein Marihuana, mit dem sie sich berauschen und ohnmächtig werden. Matt und Clarissa unterhalten sich im Park, wo sie über ihre widersprüchlichen Gefühle von Trauer und Apathie über Jamies Mord sprechen. John und Feck gehen zum Trinken zum Flussufer, wobei Feck seine aufblasbare Puppe Ellie mitbringt. Feck gesteht, Jahre zuvor seine eigene Freundin ermordet zu haben, obwohl er sie sehr geliebt hatte. John prahlt betrunken damit, Jamie getötet zu haben, und erzählt mit einem Vergnügen, dass er sie erwürgt hat, was Feck verstört. Matt und Clarissa haben Sex im Park in der Nähe und schlafen dann ein. Layne fährt panisch durch die Stadt und nimmt zwanghaft Tabletten.
Im Morgengrauen, nachdem John am Flussufer eingeschlafen ist, schießt Feck ihm in den Kopf. Er kehrt nach Hause zurück, wo Tim und Moko ihn niederschlagen und seine Waffe stehlen. Die Polizei findet Layne und bringt ihn zum Verhör. In der Schule interviewen Reporter Maggie und Tony, die leidenschaftslos zu sein scheinen. Die Polizei nimmt Feck in seinem Haus fest. Die Teenager gehen gemeinsam zum Fluss. Matt gibt Layne gegenüber zu, dass er der Polizei erzählt hat, dass John Jamie ermordet hat. Layne rennt weg und findet Johns Leiche. Tim kommt und richtet Fecks Waffe auf Matt. Er droht, Matt zu töten, weil er ihn in der Nacht zuvor geschlagen hat, aber Matt hält ihn davon ab.
Die Polizei trifft ein und eskortiert die Teenager und Tim weg. Im Krankenhaus gibt Feck zu, John getötet zu haben, „weil es keine Hoffnung für ihn gab“, und gesteht, seine Freundin ermordet zu haben. Matt, Clarissa, Tony und Maggie nehmen an Jamies Beerdigung teil, wo sie ihre Gefühle zeigen, als sie sie zum letzten Mal sehen.

## Kritiken
Janet Maslin schrieb in der New York Times vom 8. Mai 1987, der Film sei bitter und verstörend. Tim Hunter habe ein Gespür für die sich ziellos verhaltende Charaktere der Teenager, die er verstehe. Diese inmitten leere Figuren seien jenen aus dem Roman Unter Null von Bret Easton Ellis ähnlich. Die meisten Darstellungen würden natürlich und glaubwürdig wirken – darunter jene von Daniel Roebuck, Keanu Reeves und Ione Skye.
Film-Dienst schrieb, der „desillusionierende“ Film zeige „das Scheitern des ‚amerikanischen Traums‘“ auf und skizziere „ein hoffnungsloses Zukunftsbild“. Einige Momente seien „quälerisch“; trotzdem sei der Film „ein ernsthafter Beitrag über Jugendliche in der modernen Gesellschaft“.

## Auszeichnungen
Tim Hunter wurde im Jahr 1987 für den Großen Jurypreis des Sundance Film Festivals nominiert. Sarah Pillsbury und Midge Sanford als Produzenten sowie Neal Jimenez für das Drehbuch gewannen im Jahr 1988 den Independent Spirit Award. Tim Hunter wurde für den Independent Spirit Award nominiert. Joshua John Miller, Ione Skye und der Film als Bester Horrorfilm wurden 1988 für den Young Artist Award nominiert.

## Hintergründe
Der Film wurde in Los Angeles, in Sacramento (Kalifornien) und in La Crescenta-Montrose (Kalifornien) gedreht. Seine Produktionskosten betrugen schätzungsweise 1,7 Millionen US-Dollar. Die Weltpremiere fand am 27. August 1986 auf dem World Film Festival statt, dem am 10. September 1986 das Toronto International Film Festival folgte. Der Film spielte in den Kinos der USA ca. 4,6 Millionen US-Dollar ein.